# Бортниківська сільська рада (Жидачівський район)
Бортниківська сільська рада — орган місцевого самоврядування у Жидачівському районі Львівської області. Адміністративний центр — село Бортники.

## Загальні відомості
Бортниківська сільська рада утворена в 1939 році. Територією ради протікають річки Дністер, Луг.

## Населені пункти
Сільській раді підпорядковані населені пункти:
- с. Бортники
- с. Буковина
- с. Демидів
- с. Молотів

## Склад ради
Рада складається з 16 депутатів та голови.

### Керівний склад попередніх скликань
| ПІБ                        | Основні відомості                                                 | Дата обрання | Дата звільнення |
| -------------------------- | ----------------------------------------------------------------- | ------------ | --------------- |
| Глосніцка Надія Степанівна | Сільський голова, 1966 року народження, освіта вища, позапартійна | 26.03.2006   | 31.10.2010      |
| Глосніцка Надія Степанівна | Сільський голова, 1966 року народження, освіта вища, позапартійна | 31.10.2010   |                 |

Примітка: таблиця складена за даними джерела